# Егуновце (община)
Егуновце (макед. Општина Јегуновце, алб. Кomuna e Jegunocit) — община в Северной Македонии. Расположена на северо-западе страны. Население составляет 10 790 человек (2002 год).
Административный центр — село Егуновце.
Площадь территории общины 176,93 км².
Граничит с общинами Северной Македонии:
- на западе — с общиной Тетово;
- на северо-западе — с общиной Теарце;
- на востоке — с общиной Скопье;
- на юге — с общиной Желино.

На севере граничит с общинами Штрпце и Качаник автономного края Косово и Метохия Сербии.
В состав общины входят 17 сёл: Беловиште, Вратница, Жилче, Егуновце, Копанце, Орашье, Подбреге, Прелюбиште, Раотинце, Ратае, Рогачево, Сиричино, Старо-Село, Туденце, Шемшево, Яжинце и Янчиште.
Этническая структура населения в общине по переписи населения 2002 года:
- македонцы — 5963 чел.;
- албанцы — 4642 чел.;
- сербы — 109 чел.;
- цыгане — 41 чел.;
- турки — 4 чел.;
- боснийцы — 1 чел.;
- остальные — 30 чел.